# Лайма (Пенсільванія)
Лайма (англ. Lima) — переписна місцевість (CDP) в США, в окрузі Делавер штату Пенсільванія. Населення — 2745 осіб (2020).

## Географія
Лайма розташована за координатами 39°55′10″ пн. ш. 75°26′30″ зх. д. / 39.91944° пн. ш. 75.44167° зх. д. (39.919449, -75.441534).  За даними Бюро перепису населення США в 2010 році переписна місцевість мала площу 3,81 км², уся площа — суходіл.

## Демографія
Згідно з переписом 2010 року, у переписній місцевості мешкало 2735 осіб у 969 домогосподарствах у складі 353 родин. Густота населення становила 719 осіб/км².  Було 1069 помешкань (281/км²).
Расовий склад населення:
| - 91,0 % — білих - 6,4 % — чорних або афроамериканців - 1,5 % — азіатів - 0,1 % — корінних американців |

До двох чи більше рас належало 0,5 %. Частка іспаномовних становила 0,9 % від усіх жителів.
За віковим діапазоном населення розподілялося таким чином: 8,0 % — особи молодші 18 років, 25,9 % — особи у віці 18—64 років, 66,1 % — особи у віці 65 років та старші. Медіана віку мешканця становила 79,0 року. На 100 осіб жіночої статі у переписній місцевості припадало 54,1 чоловіків;  на 100 жінок у віці від 18 років та старших — 50,1 чоловіків також старших 18 років.
Середній дохід на одне домашнє господарство  становив 62 221 долар США (медіана — 53 669), а середній дохід на одну сім'ю — 85 649 доларів (медіана — 76 964). За межею бідності перебувало 1,7 % осіб, у тому числі 0,0 % дітей у віці до 18 років та 3,1 % осіб у віці 65 років та старших.
Цивільне працевлаштоване населення становило 541 особа. Основні галузі зайнятості: освіта, охорона здоров'я та соціальна допомога — 47,7 %, транспорт — 13,3 %, мистецтво, розваги та відпочинок — 12,9 %.